# Eccellenza Umbria 1998-1999
Il campionato italiano di calcio di Eccellenza regionale 1998-1999 è l'ottavo organizzato in Italia. Rappresenta il sesto livello del calcio italiano ed il maggiore in ambito regionale.
Questo è il girone unico organizzato dal Comitato Regionale dell'Umbria.

## Stagione

### Aggiornamenti
Fusioni:
- Tiberis (Eccellenza Umbria) ed Umbertide (Prima Categoria Umbria girone A) in Umbertide Tiberis.
- Pierantonio (Promozione Umbria) e San Marco Juventina (Seconda Categoria Umbria girone C) in Juventina San Marco Pierantonio.

## Squadre partecipanti
| Squadra                         | Città (provincia)                   | Stagione 1997-98                                      |
| ------------------------------- | ----------------------------------- | ----------------------------------------------------- |
| Bastia                          | Bastia Umbra (PG)                   | 2° in Eccellenza Umbria                               |
| Campitello                      | Terni                               | 10° in Eccellenza Umbria                              |
| Cannara                         | Cannara (PG)                        | 1° in Promozione Umbria, promosso                     |
| Cesi                            | Cesi di Terni                       | 4° in Eccellenza Umbria                               |
| Clitunno                        | Campello sul Clitunno (PG)          | 3° in Promozione Umbria, promossa                     |
| Deruta                          | Deruta (PG)                         | 8° in Eccellenza Umbria                               |
| Grifo Sant'Angelo               | Sant'Angelo di Celle di Deruta (PG) | 5° in Eccellenza Umbria                               |
| Juventina San Marco Pierantonio | Pierantonio di Umbertide (PG)       | 2° in Promozione Umbria, promossa                     |
| Nestor                          | Marsciano (PG)                      | 6° in Eccellenza Umbria                               |
| Pontevecchio                    | Ponte San Giovanni di Perugia       | 18º nel Campionato Nazionale Dilettanti/E, retrocessa |
| Pozzo                           | Pozzo di Gualdo Cattaneo (PG)       | 3° in Eccellenza Umbria                               |
| Ripa                            | Ripa di Perugia                     | 12° in Eccellenza Umbria                              |
| San Sisto                       | San Sisto di Perugia                | 9° in Eccellenza Umbria                               |
| Torgiano                        | Torgiano (PG)                       | 13° in Eccellenza Umbria                              |
| Umbertide Tiberis               | Umbertide (PG)                      | 11° in Eccellenza Umbria                              |
| Virtus La Castellana            | Bruna di Castel Ritaldi (PG)        | 7° in Eccellenza Umbria                               |

## Classifica finale
|  | Pos. | Squadra                    | Pt | G  | V  | N  | P  | GF | GS | DR  |
|  | ---- | -------------------------- | -- | -- | -- | -- | -- | -- | -- | --- |
|  | 1.   | Umbertide Tiberis          | 64 | 30 | 19 | 7  | 4  | 56 | 24 | +32 |
|  | 2.   | Cesi                       | 55 | 30 | 16 | 7  | 7  | 51 | 30 | +21 |
|  | 3.   | Pontevecchio               | 54 | 30 | 14 | 12 | 4  | 53 | 27 | +26 |
|  | 4.   | Ripa                       | 50 | 30 | 13 | 11 | 6  | 43 | 30 | +13 |
|  | 5.   | Nestor                     | 43 | 30 | 10 | 13 | 7  | 41 | 34 | +7  |
|  | 6.   | Deruta                     | 43 | 30 | 11 | 10 | 9  | 31 | 27 | +4  |
|  | 7.   | Torgiano                   | 41 | 30 | 10 | 11 | 9  | 39 | 35 | +4  |
|  | 8.   | Grifo Sant'Angelo          | 40 | 30 | 10 | 10 | 10 | 37 | 35 | +2  |
|  | 9.   | San Sisto                  | 40 | 30 | 10 | 10 | 10 | 38 | 37 | +1  |
|  | 10.  | Bastia                     | 40 | 30 | 10 | 10 | 10 | 41 | 41 | 0   |
|  | 11.  | Campitello                 | 38 | 30 | 10 | 8  | 12 | 39 | 41 | -2  |
|  | 12.  | Pozzo                      | 37 | 30 | 9  | 10 | 11 | 35 | 41 | -6  |
|  | 13.  | Cannara                    | 37 | 30 | 9  | 10 | 11 | 32 | 37 | -5  |
|  | 14.  | Virtus La Castellana       | 34 | 30 | 9  | 7  | 14 | 40 | 51 | -11 |
|  | 15.  | Clitunno                   | 20 | 30 | 5  | 5  | 20 | 26 | 54 | -28 |
|  | 16.  | Juventina S.M. Pierantonio | 9  | 30 | 0  | 9  | 21 | 19 | 77 | -58 |

Legenda:

      Promossa in Serie D 1999-2000.
      Ammessa ai play-off nazionali.
      Retrocessa in Promozione Umbria 1999-2000.
Regolamento:

Tre punti a vittoria, uno a pareggio, zero a sconfitta.
A parità di punteggio valevano gli scontri diretti. In caso di pari merito in zona promozione e/o retrocessione si doveva giocare una gara di spareggio.
Note:

Cannara retrocesso dopo aver perso lo spareggio salvezza in campo neutro contro l'ex aequo Pozzo.

## Spareggi

### Spareggio retrocessione
|       | Risultati |         | Luogo     |
| ----- | --------- | ------- | --------- |
| Pozzo | 5-2 (dts) | Cannara | Umbertide |
|       |           |         |           |